# Point Pleasant (Ohio)
Point Pleasant es un área no incorporada ubicada en el municipio de Monroe, condado de Clermont en el estado estadounidense de Ohio.

## Celebridades
- Aquí nació Ulysses S. Grant, comandante de las fuerzas de la Unión durante la Guerra de Secesión (1861-1865) y presidente de los Estados Unidos (1869-1877).

## Geografía
Point Pleasant se encuentra ubicada en las coordenadas 38°53′40″N 84°14′2″O / 38.89444, -84.23389.